# Епархия Шочжоу
Епархия Шочжоу (лат. Dioecesis Scioceuvensis) — епархия Римско-Католической церкви c центром в городе Шочжоу, Китай. Епархия Шочжоу входит в митрополию Тайюаня.

## История
12 июля 1926 года Римский папа Пий XI выпустил бреве Cum Nobis, которым учредил апостольскую префектуру Шочжоу, выделив его из апостольского викариата Тайюаньфу (сегодня — Архиепархия Тайюаня).
17 июня 1932 года апостольская префектура Шочжоу была преобразована в апостольский викариат.
11 апреля 1946 года Римский папа Пий XII издал буллу Quotidie Nos, которой возвёл апостольский викариат Шочжоу в епархию.

## Ординарии епархии
- епископ Edgar Anthony Haering (13.07.1927 — 25.07.1971);
  - Sede vacante (c 25.07.1971 — по настоящее время).

## Источник
- Annuario Pontificio, Libreria Editrice Vaticana, Città del Vaticano, 2003, ISBN 88-209-7422-3
- Бреве Cum Nobis, AAS 19 (1927), стр. 85  (лат.)
- Булла Quotidie Nos, AAS 38 (1946), стр. 301  (лат.)